# Carl-Otto Hultén
Carl-Otto Hultén (* 9. Oktober 1916 in Malmö Schweden; † 8. Februar 2015 in Schonen) war ein schwedischer Maler und Grafiker.

## Leben und Werk
CO Hultén arbeitete anfangs als Werbegestalter. Als bildender Künstler ist er Autodidakt. 1944 reiste er mit Anders Österlin nach Kopenhagen und knüpfte Kontakte mit dänischen Künstlern. Er gründete 1946 zusammen mit Max Walter Svanberg und Anders Österlin die avantgardistische Künstlergruppe Imaginisterna.

„Von den Schweden ist vielleicht Hultén wegen seiner nach Überwindung der surrealistischen Phase entwickelten, kompromißlos expressionistischen Formensprache am ehesten als geistiger Vetter der CoBrA-Künstler zu bezeichnen. In den Jahren nach dem Krieg erscheinen imaginäre Figuren in seiner Malerei, doch später wird diese abstrakter.“